# Эйроку
Эйроку (яп. 永禄 эйроку) — девиз правления (нэнго) японского императора Огимати, использовавшийся с 1558 по 1570 год.

## Продолжительность
Начало и конец эры:
- Начало эры Эйроку — 28-й день 2-й луны 4-го года Кодзи (18 марта 1558 года по юлианскому календарю).
- Конец эры Эйроку — 23-й день 4-й луны 13-го года Эйроку (27 мая 1570 года по юлианскому календарю), после чего наступила следующая эра Гэнки.

## Происхождение
Название нэнго было заимствовано из 26-го цзюаня древнекитайского сочинения «Цюнь шу чжи яо» (кит. 群書治要, пиньинь Qún shū zhì yào, буквально: «Разные книги о сути управления»):「能保世持家、永全福禄者也」.

## События
Примечание: даты указаны по юлианскому календарю.
- 1558—1569 годы (1-й — 12-й годы Эйроку) — по приказу рода Миёси, владевшего провинциями Ава, Сануки и Авадзи, был составлен свод законов «Синка сэйсики»[6];
- 12 июня 1560 года (19-й день 5-й луны 3-го года Эйроку) — Битва при Окэхадзаме: Имагава Ёсимото, который повёл войска провинции Суруга против Овари, потерпел поражение от Оды Нобунаги, который стал во главе провинции Овари; Токугава Иэясу занял провинцию Микава и стал хозяином замка Окадзаки (яп. 岡崎城 Окадзаки дзё:)[7];
- 1560 год (1-я луна 3-го года Эйроку) — церемония коронации императора Огимати; деньги на неё выделили Мори Мотонари и другие[7];
- 1563 год (6-й год Эйроку) — японские пираты разграбили китайский город Нанкин[8];
- 1564 год (7-й год Эйроку) — Ода Нобунага завершил завоевание провинции Мино и возвёл замок Гифу[9];
- 1567 год (10-й год Эйроку) — по приказу Роккаку Ёсиката и Роккаку Есихару, владевшими южной частью провинции Оми, был составлен свод законов «Роккакуси сикимоку»[6];
- 1568 год (2-я луна 11-го года Эйроку) — Асикага Ёсихидэ стал сёгуном[10];
- 1568 (9-я луна 11-го года Эйроку) — Асикага Ёсихидэ скончался от заразной болезни[10].

## Сравнительная таблица
Ниже представлена таблица соответствия японского традиционного и европейского летосчисления. В скобках к номеру года японской эры указано название соответствующего года из 60-летнего цикла китайской системы гань-чжи. Японские месяцы традиционно названы лунами.
| 1-й год Эйроку (Земляная Лошадь)        | 1-я луна        | 2-я луна*  | 3-я луна  | 4-я луна*               | 5-я луна* | 6-я луна                | 6-я луна (високосная) * | 7-я луна*  | 8-я луна                | 9-я луна*  | 10-я луна  | 11-я луна     | 12-я луна              |
| --------------------------------------- | --------------- | ---------- | --------- | ----------------------- | --------- | ----------------------- | ----------------------- | ---------- | ----------------------- | ---------- | ---------- | ------------- | ---------------------- |
| Юлианский календарь                     | 20 января 1558  | 19 февраля | 20 марта  | 19 апреля               | 18 мая    | 16 июня                 | 16 июля                 | 14 августа | 12 сентября             | 12 октября | 10 ноября  | 10 декабря    | 9 января 1559          |
| 2-й год Эйроку (Земляная Коза)          | 1-я луна*       | 2-я луна   | 3-я луна* | 4-я луна                | 5-я луна* | 6-я луна                | 7-я луна*               | 8-я луна*  | 9-я луна                | 10-я луна* | 11-я луна  | 12-я луна     |                        |
| Юлианский календарь                     | 8 февраля 1559  | 9 марта    | 8 апреля  | 7 мая                   | 6 июня    | 5 июля                  | 4 августа               | 2 сентября | 1 октября               | 31 октября | 29 ноября  | 29 декабря    |                        |
| 3-й год Эйроку (Металлическая Обезьяна) | 1-я луна*       | 2-я луна   | 3-я луна  | 4-я луна*               | 5-я луна  | 6-я луна*               | 7-я луна                | 8-я луна*  | 9-я луна*               | 10-я луна  | 11-я луна* | 12-я луна     |                        |
| Юлианский календарь                     | 28 января 1560  | 26 февраля | 27 марта  | 26 апреля               | 25 мая    | 24 июня                 | 23 июля                 | 22 августа | 20 сентября             | 19 октября | 18 ноября  | 17 декабря    |                        |
| 4-й год Эйроку (Металлический Петух)    | 1-я луна*       | 2-я луна   | 3-я луна  | 3-я луна (високосная) * | 4-я луна  | 5-я луна                | 6-я луна*               | 7-я луна   | 8-я луна*               | 9-я луна*  | 10-я луна  | 11-я луна*    | 12-я луна              |
| Юлианский календарь                     | 16 января 1561  | 14 февраля | 16 марта  | 15 апреля               | 14 мая    | 13 июня                 | 13 июля                 | 11 августа | 10 сентября             | 9 октября  | 7 ноября   | 7 декабря     | 5 января 1562          |
| 5-й год Эйроку (Водяная Собака)         | 1-я луна*       | 2-я луна   | 3-я луна* | 4-я луна                | 5-я луна  | 6-я луна*               | 7-я луна                | 8-я луна*  | 9-я луна                | 10-я луна  | 11-я луна* | 12-я луна*    |                        |
| Юлианский календарь                     | 4 февраля 1562  | 5 марта    | 4 апреля  | 3 мая                   | 2 июня    | 2 июля                  | 31 июля                 | 30 августа | 28 сентября             | 28 октября | 27 ноября  | 26 декабря    |                        |
| 6-й год Эйроку (Водяная Свинья)         | 1-я луна        | 2-я луна*  | 3-я луна  | 4-я луна*               | 5-я луна  | 6-я луна*               | 7-я луна                | 8-я луна   | 9-я луна*               | 10-я луна  | 11-я луна  | 12-я луна*    | 12-я луна (високосная) |
| Юлианский календарь                     | 24 января 1563  | 23 февраля | 24 марта  | 23 апреля               | 22 мая    | 21 июня                 | 20 июля                 | 19 августа | 18 сентября             | 17 октября | 16 ноября  | 16 декабря    | 14 января 1564         |
| 7-й год Эйроку (Деревянная Крыса)       | 1-я луна*       | 2-я луна*  | 3-я луна  | 4-я луна*               | 5-я луна  | 6-я луна*               | 7-я луна                | 8-я луна*  | 9-я луна                | 10-я луна  | 11-я луна  | 12-я луна*    |                        |
| Юлианский календарь                     | 13 февраля 1564 | 13 марта   | 11 апреля | 11 мая                  | 9 июня    | 9 июля                  | 7 августа               | 6 сентября | 5 октября               | 4 ноября   | 4 декабря  | 3 января 1565 |                        |
| 8-й год Эйроку (Деревянный Бык)         | 1-я луна        | 2-я луна*  | 3-я луна* | 4-я луна                | 5-я луна* | 6-я луна*               | 7-я луна                | 8-я луна*  | 9-я луна                | 10-я луна  | 11-я луна  | 12-я луна     |                        |
| Юлианский календарь                     | 1 февраля 1565  | 3 марта    | 1 апреля  | 30 апреля               | 30 мая    | 28 июня                 | 27 июля                 | 26 августа | 24 сентября             | 24 октября | 23 ноября  | 23 декабря    |                        |
| 9-й год Эйроку (Огненный Тигр)          | 1-я луна*       | 2-я луна   | 3-я луна* | 4-я луна*               | 5-я луна  | 6-я луна*               | 7-я луна*               | 8-я луна   | 8-я луна (високосная) * | 9-я луна   | 10-я луна  | 11-я луна     | 12-я луна*             |
| Юлианский календарь                     | 22 января 1566  | 20 февраля | 22 марта  | 20 апреля               | 19 мая    | 18 июня                 | 17 июля                 | 15 августа | 14 сентября             | 13 октября | 12 ноября  | 12 декабря    | 11 января 1567         |
| 10-й год Эйроку (Огненный Кролик)       | 1-я луна        | 2-я луна   | 3-я луна* | 4-я луна*               | 5-я луна  | 6-я луна*               | 7-я луна*               | 8-я луна   | 9-я луна*               | 10-я луна  | 11-я луна  | 12-я луна*    |                        |
| Юлианский календарь                     | 9 февраля 1567  | 11 марта   | 10 апреля | 9 мая                   | 7 июня    | 7 июля                  | 5 августа               | 3 сентября | 3 октября               | 1 ноября   | 1 декабря  | 31 декабря    |                        |
| 11-й год Эйроку (Земляной Дракон)       | 1-я луна        | 2-я луна   | 3-я луна* | 4-я луна                | 5-я луна* | 6-я луна                | 7-я луна*               | 8-я луна*  | 9-я луна                | 10-я луна* | 11-я луна  | 12-я луна*    |                        |
| Юлианский календарь                     | 29 января 1568  | 28 февраля | 29 марта  | 27 апреля               | 27 мая    | 25 июня                 | 25 июля                 | 23 августа | 21 сентября             | 21 октября | 19 ноября  | 19 декабря    |                        |
| 12-й год Эйроку (Земляная Змея)         | 1-я луна        | 2-я луна   | 3-я луна  | 4-я луна*               | 5-я луна  | 5-я луна (високосная) * | 6-я луна                | 7-я луна*  | 8-я луна*               | 9-я луна   | 10-я луна* | 11-я луна     | 12-я луна*             |
| Юлианский календарь                     | 17 января 1569  | 16 февраля | 18 марта  | 17 апреля               | 16 мая    | 15 июня                 | 14 июля                 | 13 августа | 11 сентября             | 10 октября | 9 ноября   | 8 декабря     | 7 января 1570          |
| 13-й год Эйроку (Металлическая Лошадь)  | 1-я луна        | 2-я луна   | 3-я луна* | 4-я луна                | 5-я луна* | 6-я луна                | 7-я луна*               | 8-я луна   | 9-я луна*               | 10-я луна  | 11-я луна* | 12-я луна     |                        |
| Юлианский календарь                     | 5 февраля 1570  | 7 марта    | 6 апреля  | 5 мая                   | 4 июня    | 3 июля                  | 2 августа               | 31 августа | 30 сентября             | 29 октября | 28 ноября  | 27 декабря    |                        |

* звёздочкой отмечены короткие месяцы (луны) продолжительностью 29 дней. Остальные месяцы длятся 30 дней.